# Jan Zamojski (ur. 1956)
Jan Andrzej Zamojski – ur. 22 lipca 1956 w Poznaniu, historyk filozofii, scenarzysta, tłumacz.

## Praca naukowa
Absolwent II Liceum Ogólnokształcącego im. Krzysztofa Kamila Baczyńskiego w Koninie (1975), Wydziału Filozoficznego Leningradzkiego Uniwersytetu Państwowego (1979) i Zaocznego Wyższego Zawodowego Studium Scenariuszowego przy Państwowej Wyższej Szkole Filmowej, Telewizyjnej i Teatralnej im. Leona Schillera w Łodzi i Przedsiębiorstwie Realizacji Filmów „Zespoły Filmowe” w Warszawie (1986). W 1987 był stypendystą Ministerstwa Kultury i Sztuki.
Starszy wykładowca w Katedrze Nauk Społecznych i Humanistycznych Uniwersytetu Medycznego im. K. Marcinkowskiego w Poznaniu, gdzie prowadził zajęcia dydaktyczne z zakresu filozofii i estetyki.
Zajmuje się historią filozofii medycyny oraz związkami filozofii i sztuk.
Autor rozprawy doktorskiej, w której dokonał rekonstrukcji systemu filozofii medycyny Henryka Nusbauma.
Współredaktor wraz z Michałem Musielakiem i współautor monografii naukowej dotyczącej polskiej szkoły filozofii medycyny, w której scharakteryzował postacie i poglądy Tytusa Chałubińskiego, Henryka Nusbauma i Heliodora Święcickiego.
26 maja 2011 otrzymał wraz z m.in. prof. dr hab. M. Musielakiem międzynarodowy grant na realizację projektu pt. „Philosophy of Medicine in the Czech Republic, Slovakia and Poland”, finansowany przez Międzynarodowy Fundusz Wyszehradzki, który był realizowany przez pracowników naukowych Katedry Nauk Społecznych Uniwersytetu Medycznego im. K. Marcinkowskiego w Poznaniu oraz Uniwersytetu Ostrawskiego i Uniwersytetu Pavla Jozefa Šafárika w Koszycach. Efektem tej współpracy międzynarodowej było opublikowanie dwóch monografii naukowych: „Filozofia medycyny w Czechach i na Słowacji” (wydanej w Polsce) i „Polské filosofické myšlení a medicína” (opublikowanej w Czechach i na Słowacji).
Od 2003 współpracuje w zakresie dramatu filmowego z Podyplomowym Studium Wiedzy o Kulturze przy Instytucie Kulturoznawstwa Uniwersytetu im. Adama Mickiewicza w Poznaniu.
Prowadził także zajęcia dydaktyczne z zakresu scenopisarstwa na - organizowanym przez Centrum Kultury „Zamek” w Poznaniu - Państwowym Kursie Filmowym: Studium Realizacji Telewizyjnej.

## Charakterystyka dorobku
Współpracował z Telewizyjnym Studiem Filmów Animowanych w Poznaniu, jako pomysłodawca adaptacji książki Leszka Kołakowskiego 13 bajek z królestwa Lailonii dla dużych i małych oraz autor wszystkich scenariuszy i opracowania dialogów do filmów cyklu Czternaście bajek z Królestwa Lailonii Leszka Kołakowskiego, które były prezentowane na ponad 70. festiwalach krajowych i zagranicznych oraz zdobyły 31 nagród.
W 1985 w trakcie studiów scenariuszowych odbył praktykę w filmie fabularnym Kronika wypadków miłosnych (reżyseria Andrzej Wajda).
W latach 1990–1994 pracował w Teatrze Ósmego Dnia w Poznaniu na etacie konsultanta programowego.
W latach 1994–1998 współpracował z rosyjskim Teatrem Derevo.
Publikował opowiadania, tłumaczenia i opracowania krytyczne w dwumiesięczniku Czas Kultury.
Od 1995 współpracuje z TV Studiem Filmów Animowanych Sp. z o. o. w Poznaniu.
W 2016 był członkiem stałej komisji eksperckiej produkcji filmu animowanego w Programie Operacyjnym „Produkcja filmowa” Polskiego Instytutu Sztuki Filmowej.
Członek Koła Scenarzystów Stowarzyszenia Filmowców Polskich w Warszawie.

## Filmografia

### Współpraca reżyserska
- 1986 - Weryfikacja – asystent reżysera w filmie fabularnym, reżyseria Mirosław Gronowski[11]

### Zrealizowane scenariusze cyklu „Czternaście bajek z Królestwa Lailonii Leszka Kołakowskiego”
- 2011 - Jak szukaliśmy Lailonii - reżyseria Jacek Adamczak[12]
- 2000 - Oburzające dropsy - reżyseria Tamara Sorbian[13]
- 1999 - O zabawkach dla dzieci - reżyseria Hieronim Neumann[14]
- 1999 - Jak bóg Maior utracił tron - reżyseria Piotr Muszalski, Paweł Walicki[15]
- 1999 - Jak Gyom został Starszym Panem - reżyseria Łukasz Słuszkiewicz[16]
- 1999 - O największej kłótni - reżyseria Zbigniew Kotecki[17]
- 1998 - Czerwona łata - reżyseria Marek Luzar[18]
- 1998 - O sławnym człowieku - realizacja Krzysztof Kiwerski[19]
- 1998 - Wojna z rzeczami - reżyseria Jacek Kasprzycki[20]
- 1998 - Garby - reżyseria Marek Serafiński[21]
- 1998 - O wielkim wstydzie - reżyseria Jacek Adamczak[22]
- 1997 - Piękna twarz - reżyseria Maciej Wojtyszko[23]

## Scenariusze słuchowisk radiowych
- 2002 - Radiowęzeł - reżyseria Robert Mirzyński, produkcja Radio Merkury Poznań
- 1995-2003 - Nasza mała szarpanina - serial słuchowiskowy; autor scenariusza co drugiego z ponad 250 odcinków pisanych na zmianę z pomysłodawcą serialu Juliuszem Kublem, produkcja Radio Merkury Poznań

## Tłumaczenia utworów literackich
- Erik Jakub Groch, Łazik i Klara, Poznań 2006 - współautor tłumaczenia (z Evą Zamojską) z języka słowackiego
- Władimir Szynkariow, Maksym i Fiodor, Poznań 1997 - autor tłumaczenia z języka rosyjskiego
- 1996 - Południe. Granica - film pełnometrażowy Teatru DEREVO - autor tłumaczenia z języka rosyjskiego
- Wieniedikt Jerofiejew, Moje maleńkie leniniana, Poznań 1990 - autor tłumaczenia z języka rosyjskiego
- autor i współautor z Evą Zamojską tekstów literackich, krytycznych i tłumaczeń z języka rosyjskiego, czeskiego i słowackiego, opublikowanych w dwumiesięczniku „Czas Kultury”

## Ważniejsze publikacje naukowe

### Monografie
- System filozofii medycyny Henryka Nusbauma, Wydawnictwo Naukowe Akademii Medycznej im. K. Marcinkowskiego w Poznaniu, Poznań 2006.

### Monografie (redakcja)
- Polska szkoła filozofii medycyny. Przedstawiciele i wybrane teksty źródłowe, red. Michał Musielak, Jan Zamojski, Wydawnictwo Naukowe Uniwersytetu Medycznego im. K. Marcinkowskiego w Poznaniu, Poznań 2010.
- Filozofia medycyny w Czechach i na Słowacji, red. M. Petrů, J. Zamojski, J. Kuře, M. Musielak, Wydawnictwo Naukowe Uniwersytetu Medycznego im. K. Marcinkowskiego w Poznaniu, Poznań 2012.
- Polské filosofické myšlení a medicína, red. J. Zamojski, M. Petrů, M. Musielak, L. Vladyková, Equilibria, Ostrava - Košice 2012.
- Filozofia medycyny - rozważania o tradycji i współczesności, red. M. Moskalewicz, J. Zamojski, Wydawnictwo Naukowe Uniwersytetu Medycznego im. K. Marcinkowskiego w Poznaniu, Poznań 2017.
- Prof. zw. dr hab. n. med. Wojciech Golusiński. 40-lecie pracy zawodowej i naukowej. Księga Jubileuszowa, red. Kinga Lunitz, Ewa Majchrzak, Jan Zamojski, Wydawnictwo Naukowe Uniwersytetu Medycznego im. K. Marcinkowskiego w Poznaniu, Poznań 2021.

### Rozdziały w monografiach
- Kazimierz Filip Wize i jego filozofia w świetle nowo odkrytych źródeł, (w:) Doktor Kazimierz Filip Wize (1873–1953). Zarys biografii intelektualnej, pod redakcją M. Musielaka, Wydawnictwo Naukowe Uniwersytetu Medycznego w Poznaniu, Poznań 2017, s. 122-151[24].
- Medyczne alegorie opresji totalitarnej w filmie i w teatrze (na wybranych przykładach), (w:) Medycyna w filmie, red. M. Ganczar, M. Oleszczyk, Homini - Wydawnictwo Benedyktynów Tyniec, Kraków 2017, s. 99-112.
- Ja a Inny w filmach animowanych o tematyce historycznej, (w:) Magia animacji. Z archiwum Animatora, red. M. Giżycki, A. Trwoga, Wydawnictwo Polsko-Japońskiej Akademii Technik Komputerowych, Warszawa 2016, s. 82-96.
- Henryk Nusbaum i jego rozprawa O równości ludzi i o ich nierówności, (w:) Konteksty społeczno-kulturowe zdrowia i medycyny; 5. Eugenika - aspekty społeczne i etyczne, pod red. Michała Musielaka i Krzysztofa Prętkiego, Wydawnictwo Naukowe Uniwersytetu Medycznego im. K. Marcinkowskiego w Poznaniu, Poznań 2013. (wspólnie z Evą Zamojską)
- Czy uważasz, że Hrabal jest bańką, która kiedyś pęknie? Proza Petra Šabacha w filmach Jana Hřebejka, (w): Hrabal i inni. Adaptacje czeskiej literatury, pod red. Ewy Ciszewskiej, Eweliny Nurczyńskiej-Fidelskiej, Uniwersytet Łódzki, Wydawnictwo Bibl. PWSFTviT, Łódź 2013. (wspólnie z Evą Zamojską)
- O dwuznaczności drogi ku podmiotowości; kilka uwag o filmie „Co wiesz o Elly?”, (w:) Podmiot, Sztuka - Terapia - Edukacja. W poszukiwaniu sensu terapii zagubionego podmiotu poprzez sztukę, pod redakcją Mirosławy Cylkowskiej-Nowak, Joanny Imielskiej, Ewy Kasperek-Golimowskiej, Wydawnictwo Naukowe Uniwersytetu Medycznego im. K. Marcinkowskiego, Poznań 2011, s. 139-150[25].
- Między filozofią a filmem. O Bajkach z Lailonii... Leszka Kołakowskiego, (w:) W stronę kina filozoficznego, antologia pod redakcją Urszuli Tes, Wyższa Szkoła Filozoficzno-Pedagogiczna „Ignatianum”, Wydawnictwo WAM, Kraków 2011, s. 79-108[26].
- Dlaczego wciąż warto badać polską myśl filozoficzno-lekarską?, (w:) Polska szkoła filozofii medycyny - przedstawiciele i wybrane teksty źródłowe, red. Michał Musielak, Jan Zamojski, Wydawnictwo Naukowe Uniwersytetu Medycznego im. K. Marcinkowskiego w Poznaniu, Poznań 2010, s. 11-24.
- Triumwirat piękna, dobra i mądrości - filozofia medycyny Henryka Nusbauma, (w:) Polscy lekarze Żydzi w XIX i XX wieku, pod redakcją Zofii Podgórskiej-Klawe, Wydawnictwo IHN PAN, Żydowski Instytut Historyczny im. Emanuela Ringelbluma, Warszawa 2010, s. 69-83. (wspólnie z Jarosławem Barańskim)
- Heliodor Święcicki i jego rozprawa O estetyce w medycynie, (w:) Heliodor Święcicki w 90. rocznicę powstania Uniwersytetu Poznańskiego, pod red. Michała Musielaka, Wydawnictwo Naukowe Uniwersytetu Medycznego im. K. Marcinkowskiego w Poznaniu, Poznań 2009[27].
- Sterylizacja kobiet romskich w Czechach, (w:) Wybrane aspekty sterylizacji ludzi ze względów eugenicznych, medycznych i społecznych, pod red. Michała Musielaka, Wydawnictwo Naukowe Uniwersytetu Medycznego im. K. Marcinkowskiego w Poznaniu, Poznań 2009[28].

### Artykuły w czasopismach
- "14 bajek z królestwa Lailonii Leszka Kołakowskiego" w praktyce edukacyjnej, „Kultura-Społeczeństwo-Edukacja” 2016, nr 1, s. 57-67.
- Kontekst filozoficzno-atropologiczny funkcjonowania pojęcia czasu w filozofii medycyny: dyskurs nieśmiertelności, teraźniejszości oraz wieczności, „Zeszyty Naukowe Centrum Badań im. Edyty Stein” 2016, nr 15, s. 37-47. (wspólnie z M. Moskalewiczem)
- 15 Minutes: Belarus!, „Images” 2014, vol. 15, nr 24, s. 231-247. (wspólnie z A. Dashkevich, V. Dashuk, B. Dzianowicz, J. Kilian, I. Volakh)
- Animacja jest poezją filmu?, „Polonistyka” 2014, nr 10, s. 3. (wspólnie z W. Wantuch)
- Pożytki i straty z animowania filozofii. O 14 bajkach z królestwa Lailonii Leszka Kołakowskiego, „Polonistyka” 2014, nr 10, s. 35-38.
- Dwugłos o poznańskim Studiu Filmów Animowanych, „Images” 2013,  vol. 13, nr 22, s. 115-132. (wspólnie z Ewą Sobolewską)
- Miasto w Lailonii. Uwagi scenarzysty, „Images” 2013, vol. 12, nr 21, s. 43-63.

## Odznaczenie
W 2016 odznaczony Brązowym Krzyżem Zasługi.

## Życie osobiste
Ojciec Honzy Zamojskiego.